# St. Pierre Ferry
Pour les articles homonymes, voir Saint-Pierre.
Le St. Pierre Ferry était un service privé de traversier reliant la ville canadienne de Fortune, dans la péninsule de Burin, sur la côte sud de l'île canadienne de Terre-Neuve (province de la Terre-Neuve-et-Labrador), et la ville française de Saint-Pierre, principale localité de l'archipel de Saint-Pierre-et-Miquelon,.
Depuis 2018, cette liaison est assurée par SPM Ferries.

## Caractéristiques
Sa flotte était composée d'un seul bateau : un catamaran transport de passagers, le Cabestan. Les automobiles n'étaient pas transportées.